# Ильина Гора (Карамышевская волость)
Ильина Гора — деревня в Карамышевской волости Псковского района Псковской области России.
Расположена в 7 км к северо-востоку от села Карамышево и в 36 км к востоку от центра города Пскова.
Численность населения деревни по состоянию на 2000 год составляла 10 человек.